# 寺脇駿
寺脇 駿（てらわき しゅん、1998年3月26日 - ）は、ジャパンラグビーリーグワン・ルリーロ福岡に所属するラグビー選手。

## プロフィール
- 大阪府出身。
- ポジションはプロップ(PR)。
- 身長 178cm、体重 120kg
- 関西学生代表に選ばれたことがある[1]。

## 来歴
2016年、日本航空石川卒業後、京都産業大学に入る。
2020年、京都産業大学卒業後、宗像サニックスブルースに加入。
2021年3月6日にジャパンラグビートップリーグ第3節サントリーサンゴリアス戦に途中出場で公式戦初出場を果たす。
2022年、釜石シーウェイブスに加入。
2023年9月、ルリーロ福岡に加入。